# Luidja
Luidja is een plaats in de Estlandse gemeente Hiiumaa, provincie Hiiumaa. De plaats heeft de status van dorp (Estisch: küla).
Voor 2013 lag de plaats in de gemeente Kõrgessaare en tussen 2013 en 2017 in de gemeente Hiiu.

## Bevolking
Het dorp had 34 inwoners op 31 december 2011 en 51 inwoners op 31 december 2021.

## Ligging
Luidja ligt aan de rand van het schiereiland Kõpu. Het is de plek met een van de meest populaire stranden op het eiland Hiiumaa. Een andere belangrijke attractie is het elzenbos van Luidja, dat 1901-1903 werd geplant als een experiment om unieke zandduinen te ontwikkelen. Er is een gedenksteen voor Karl Friedrich Vilhelm Ahrens (1855-1938), de uitvoerder van het project.
Luidja is het eindpunt van de Tugimaantee 80, de secundaire weg van Heltermaa via Kärdla naar Luidja. Hier sluit de weg aan op de Tugimaantee 84, de secundaire weg van Luidja naar Emmaste. 